# Elvy Robichaud
Elvy Robichaud (né le 3 avril, 1951 à Tracadie-Sheila) au Nouveau-Brunswick était un politicien acadien.  Il servit pour une dernière fois en 2006 comme membre de l'Assemblée législative du Nouveau-Brunswick pour la circonscription de Tracadie-Sheila.
Robichaud a fait ses études à l'Université de Moncton où il reçut un baccalauréat en éducation physique, baccalauréat en éducation, et une maîtrise en éducation.  Il fut aussi principal d'école et administrateur d'hôpitaux de 1980 au début 1990.